# Дрейк Белл
Джаред Дрейк Белл (англ. Jared Drake Bell; нар. 27 червня 1986) — американський комедійний актор, гітарист, співак та телережисер.
У молодої аудиторії ім'я Дрейка нерозривно пов'язане з його партнером по серіалах телеканалу «Нікелодеон» «Шоу Аманди» та «Дрейк і Джош», а за сумісництвом і найкращим другом Джошем Пеком. Саме знімання в серіалі для тінейджерів «Дрейк і Джош» принесли популярність Дрейку серед молоді. На додаток до своєї акторської роботи, Дрейк почав кар'єру як музикант і написав і виконав вступний саундтрек до цього серіалу, названий «I Found a Way». 2005 року він самостійно випустив свій дебютний альбом «Telegraph». Його другий альбом, «It's Only Time», вийшов у світ в 2006 році після домовленості з Motown Records.

## Кар'єра музиканта
Вперше Дрейк виявився пов'язаний з музикою в 2001 рік у фільмі «Chasing Destiny». Пізніше він заспівав дуетом з колишнім членом групи «Savage Garden» Дарреном Хейз. Також він співпрацював з лідером групи «The Who» Роджером Долтрі, під керівництвом якого осягав ази гри на гітарі. Першим значним музичним досягненням Белла стала перша написана ним пісня «Lost A Lover» для «Шоу Аманди» в 2002 рік у. Але по-справжньому він був помічений як музикант після того, як написав і виконав вступний саундтрек до серіалу для тінейджерів «Дрейк і Джош» на Нікелодеон під назвою «Found a Way». Цей трек був включений в компакт-диск з піснями, присвяченими цьому серіалу, куди увійшли ще 2 композиції, написані та виконані Беллом.
Трек «Found A Way» також увійшов до його дебютного альбому «Telegraph», який Белл випустив самостійно 27 вересня 2005 р.
У 2005 рік у Белл співпрацював з Хоком Нельсоном при записі пісні «Bring Em 'Out» для фільму «Yours, Mine and Ours». Також він і його напарник Майкл Коркоран створили музику для таких серіалів телеканалу Нікелодеон, як «Дрейк і Джош», Zoey 101 і «iCarly».
У 2006 рік у Белл підписав контракт зі студією «Universal Records», і випустив під їх лейблом свій перший сингл «I Know» (англ. «Я знаю»), а пізніше був знятий кліп до нього. Другий альбом Дрейка, названий «It's Only Time», вийшов 5 грудня 2006 року. На наступний день після релізу Дрейк дав живий виступ на каналі MTV. А влітку 2007 р. Белл вирушив на гастролі на підтримку свого нового альбому.
Також Дрейк став співавтором вступної пісні до серіалу Нікелодеон «iCarly» під назвою«Leave It All To Me», яку він виконав разом з Мірандою Косгроув, виконавицею головної ролі в серіалі, а в травні 2008 вийшло офіційне відео до цієї пісні, в зніманні якого брали участь Белл і актори серіалу «iCarly».
Також його фотографію можна побачити в цьому серіалі на дверцятах шафки Сем.
Разом з Сарою Пекстон Белл записав саундтрек до фільму «Супергеройське кіно», в якому сам зіграв головну роль. Ця пісня звучить в завершальних титрах до фільму, а також її можна прослухати на Офіційній сторінці Дрейка Белла в MySpace.
Наприкінці 2007 Дрейк працював над своїм третім альбомом, який, як передбачалося, повинен був вийти навесні 2008. В наш час[коли?] дата релізу третього альбому залишається невідомою.
На думку критиків, найбільший вплив на творчість Белла справила музика «Бітлз» та «The Beach Boys».

## Акторська кар'єра
Почавши грати ще в ранньому дитинстві, Дрейк отримав першу роль на телебаченні, коли йому було 8 років.
У віці близько 10 років Дрейк зіграв у фільмі «Джеррі Магуайер» у ролі Джессі Ремо. Він також з'явився в епізодичній ролі в серіалі «Сайнфелд» в 1998 рік у. В 1999 Дрейк знявся в рекламі до відеоігор «Pokémon Red and Blue». У 2000 рік у він був номінований на Премію Юного артиста за «Найкраще виконання в телевізійному фільмі або пілотному епізоді» в категорії «Молодий актор другого плану» за свою роль Кеджа Реддінга в телевізійному фільмі «The Jack Bull». На початку 2000-х Дрейк Белл брав участь в шоу телеканалу Нікелодеон «Шоу Аманди». Пізніше Дрейк потрапляє в акторський склад серіалу «Дрейк і Джош», показ якого почався на Нікелодеон е в 2004 рік у. У цей же період він з'являється як гість у шоу Нікелодеон «Zoey 101», за що здобув нагороду «Blimp Award» на Nickelodeon Kids 'Choice Awards в категорії «Улюблений актор телебачення». Дрейк отримував цю премію 3 роки поспіль, у тому числі в 2008 рік у, протистоячи в номінації своєму партнеру по серіалу Джошу Печу. Навесні 2008 рік а Белл знявся в пародійної комедії «Супергеройське кіно». У серпні 2008 рік а Дрейк зіграв одну з головних ролей у комедії «Коледж».
У 2011 році Дрейк зіграв Timmy Turner у фільмі Fairly Odd Parents Grow Up

## Фільмографія
- 1995 — Пропала школа -Кенні Сміт
- 1995 — Неонова Біблія -Юний Давид (10 років)
- 1996 — Джеррі Магуайер -Джессі Ремо
- 1996 — Dill Scallion -Юджин Боб
- 1999 — The Jack Bull -син Джона КУЗАКОВ
- 2000 — Фанатик -14-річний Боб Гордон
- 2000 — Perfect Game -Bobby Jr.
- 2005 — Твої, мої і наші -Dylan North
- 2008 — Супергеройське кіно -Рік Рікер, головний герой
- 2008 — Коледж -Кевін Брювер
- 2009 — Бабій
- 2010 — Сплячий табір 5
- 2011- Fairly Odd Parents Grow Up 2011

## Роботи на телебаченні
- Home Improvement(1994) -Pete Jr.
- Gun(1997) (серія «The Hole») -Brendan
- Удавальник(1997) (серія «Scott Free») -Shawn Boyd
- The Drew Carey Show(1997) (серія «That Thing You Don't») -The Blues Kid
- Сайнфелд(1998) (серія «The Frogger») -Frogger Kid
- Dragonworld: The Legend Continues(1999) -Johnny
- Шоу Аманди(1999—2002) -Дрейк Белл
- Chasing Destiny(2001) -Walter
- The Nightmare Room(2002) (серія «Dear Diary, I'm Dead») -Frogger Kid
- So Little Time(2002) (серія «Waiting for Gibson») -Дрейк Белл
- Дрейк і Джош(2004—2007) -Дрейк Паркер
- Zoey 101(2005), (серія «Spring Fling») -Дрейк Белл
- Дрейк і Джош їдуть в Голлівуд(2006) -Дрейк Паркер
- Drake & Josh: Really Big Shrimp(2007) -Дрейк Паркер
- Unstable Fables: Tortoise vs. Hare(2008) -син Хейр (голос)
- The Nutty Professor 2: Facing the Fear(2008) -Гарольд / Джек (голос)
- Merry Christmas, Drake & Josh(2008) -Дрейк Паркер

## Альбоми
- 2005 — Telegraph (Backhouse Records)
- 2006 — It's Only Time (Universal Records)
- 2007 — The Nashville Sessions(Universal Records)

### Сингли
- 2006 — I Know (Universal Records)
- 2007 — Makes Me Happy (Universal Records)
- 2007 — Leave It All to Me (Universal Records)
- 2008 — Superhero! Song(Universal Records)

## Цікаві факти
- Він серйозно постраждав в автокатастрофі, що сталася в Санта Моніці (Каліфорнія) 31 грудня 2005 року.
- Він змінив своє ім'я Джаред на Дрейк в реальному житті тільки в 2007 році.
- У Дрейка Белла чотири татуювання на тілі.